# سیارک ۲۵۰۷۵
سیارک ۲۵۰۷۵ (به انگلیسی: 25075 Kiyomoto، نامگذاری:1998QK98) بیست و پنج هزار و هفتاد و پنجمین سیارک کشف شده‌است که در ۲۸ اوت ۱۹۹۸ کشف شد.
قدر مطلق سیارک برابر ۱۷.۰ است.